# Agrodiaetus khoshyeilaqi
Agrodiaetus khoshyeilaqi är en fjärilsart som beskrevs av Blom 1979. Agrodiaetus khoshyeilaqi ingår i släktet Agrodiaetus och familjen juvelvingar. Inga underarter finns listade i Catalogue of Life.